# Hemibagrus guttatus
Hemibagrus guttatus är en fiskart som först beskrevs av Lacepède, 1803.  Hemibagrus guttatus ingår i släktet Hemibagrus och familjen Bagridae. IUCN kategoriserar arten globalt som otillräckligt studerad. Inga underarter finns listade i Catalogue of Life.